# 皮埃尔·米歇尔

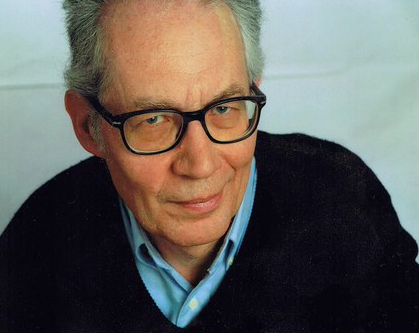
皮埃尔·米歇尔

皮埃尔·米歇尔（Pierre Michel，1942年6月11日—）是一位法国文学教师，作家。他在大学里专门研究法国作家奥克塔夫·米尔博。他是历史学家亨利·米歇尔的儿子。
皮埃尔·米歇尔1942年6月11日出生于法国土伦。1992年，他在昂热大学完成了有关奥克塔夫·米尔博作品的论题的学位答辩。一年后，他创立了奥克塔夫·米尔博公司，并担任主席。他同时是奥克塔夫·米尔博期刊（该刊已出版15期）的创办人和总编辑。

## 作品
- 奥克塔夫·米尔博——忠诚的诅咒者 （1990）(Octave Mirbeau, l’imprécateur au cœur fidèle (1990)）
- 奥克塔夫·米尔博之战斗（1995）(Les Combats d’Octave Mirbeau）
- 清醒，失望与笔迹（2001） (Lucidité, désespoir et écriture （页面存档备份，存于）).
- 尚－保罗·沙特与奥克塔夫·米尔博  (2005) (Jean-Paul Sartre et Octave Mirbeau （页面存档备份，存于））.
- 阿尔贝·加缪与奥克塔夫·米尔博  (2005) (Albert Camus et Octave Mirbeau （页面存档备份，存于））.
- 奥克塔夫·米尔博传 （2008） （Bibliographie d’Octave Mirbeau （页面存档备份，存于）).
- 字典 奥克塔夫·米尔博 (2011) (Dictionnaire Octave Mirbeau).